# David Griffin (friidrottare)
David Griffin, född 13 maj 1905, död 18 februari 1944, var en friidrottare från Kanada. Han deltog vid olympiska sommarspelen 1928.